# Apocynum pictum
Apocynum pictum är en oleanderväxtart som beskrevs av Alexander Gustav von Schrenk. Apocynum pictum ingår i släktet Apocynum och familjen oleanderväxter. Inga underarter finns listade i Catalogue of Life.